# Lake Geneva
Lake Geneva és una població dels Estats Units a l'estat de Wisconsin. Segons el cens del 2000 tenia 7.148 habitants.

## Demografia
Segons el cens del 2000, Lake Geneva tenia 7.148 habitants, 3.053 habitatges, i 1.801 famílies. La densitat de població era de 549,8 habitants per km².
Dels 3.053 habitatges en un 27,8% hi vivien nens de menys de 18 anys, en un 45,1% hi vivien parelles casades, en un 9,8% dones solteres, i en un 41% no eren unitats familiars. En el 33% dels habitatges hi vivien persones soles el 12,8% de les quals corresponia a persones de 65 anys o més que vivien soles. El nombre mitjà de persones vivint en cada habitatge era de 2,33 i el nombre mitjà de persones que vivien en cada família era de 3,01.
Per edats la població es repartia de la següent manera: un 23% tenia menys de 18 anys, un 9,8% entre 18 i 24, un 29,9% entre 25 i 44, un 22,4% de 45 a 60 i un 15% 65 anys o més.
L'edat mediana era de 36 anys. Per cada 100 dones de 18 o més anys hi havia 92,6 homes.
La renda mediana per habitatge era de 40.924 $ i la renda mediana per família de 54.543 $. Els homes tenien una renda mediana de 38.930 $ mentre que les dones 25.671 $. La renda per capita de la població era de 21.536 $. Aproximadament el 4,7% de les famílies i el 7,2% de la població estaven per davall del llindar de pobresa.

## Poblacions més properes
El següent diagrama mostra les poblacions més properes.